# الشرطة المساعدة

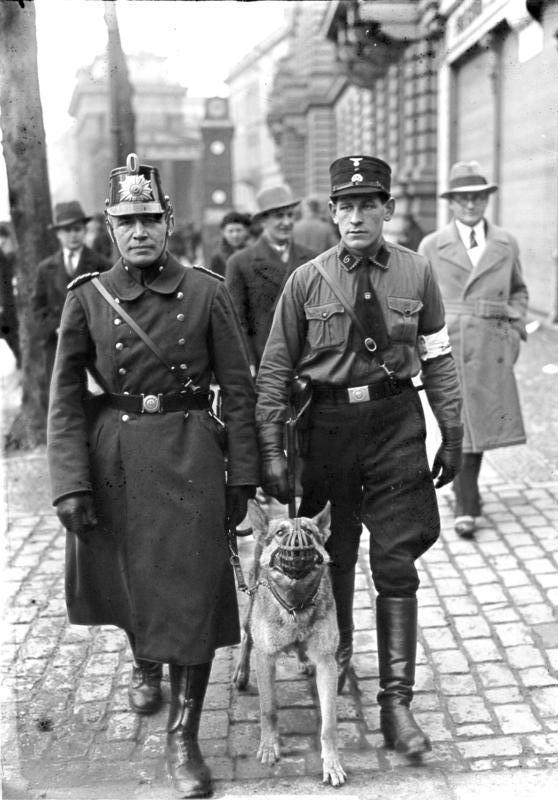
أعضاء الشرطة الوقائية (يسار) و الشرطة المساعدة (يمين) يقومون بدورية ببرلين في 5 مارس 1933، يوم انتخابات الرايخستاغ

الشرطة المساعدة (بالألمانية: Hilfspolizei) (اختصار HiPo أو Hipo وتنطق هيلفزبويلتساي؛ بمعنى "الشرطة المساعدة")، هي (1) قوة شرطة مساعدة قصيرة الأجل في ألمانيا النازية في عام 1933؛ (2) مصطلح عام لمختلف المنظمات التابعة لأوردنونغسبوليزي خلال الحرب العالمية الثانية؛ (3) مصطلح يستخدم أيضًا في مختلف الوحدات العسكرية وشبه العسكرية التي أنشئت خلال الحرب العالمية الثانية في أوروبا التي احتلتها ألمانيا.

## هيبو 1933

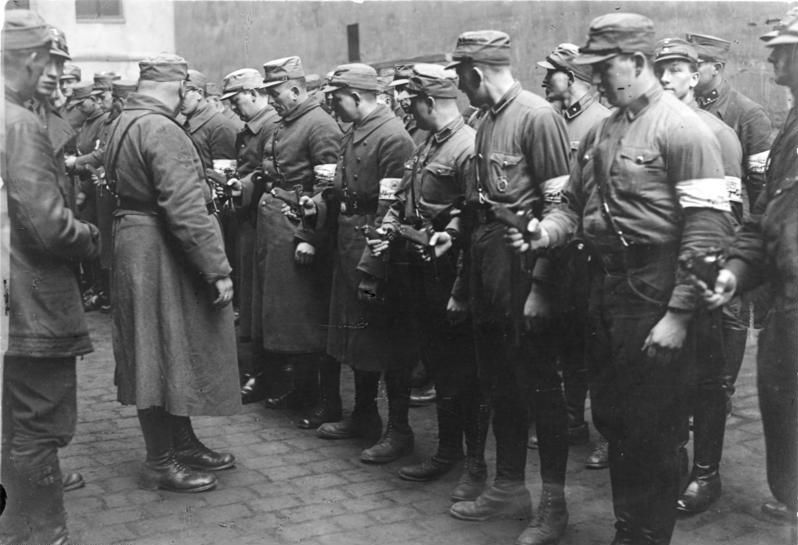
صورة لتجميع أسلحة لكتيبة العاصفة (SA) (قوات العاصفة "القمصان البنية" التابعة للحزب النازي) التي تم نشرها كشرطة مساعدة في برلين في ربيع عام 1933

أنشأ هيرمان جورينج، الذي عُين حديثًا وزيراً للداخلية في بروسيا، هيلفسبولزي في 22 فبراير 1933 لمساعدة الشرطة النظامية في الحفاظ على النظام وبعد ذلك في التعامل مع الشيوعيين في أعقاب حريق الرايخستاغ.  انتشرت المنظمة بسرعة من بروسيا إلى دول ألمانية أخرى وأيدها هتلر في مرسوم حريق الرايخستاغ. كان يعمل في الوحدات أساسًا أعضاء من كتيبة العاصفة (SA) و Allgemeine SS يرتدون الزي الرسمي لكتيبة العاصفة أو SS بلون أبيض نحاسي. وتشير التقديرات إلى أن الوحدات المساعدة لديها 25000 كتيبة العاصفة و 15000 أعضاء SS.  تضمنت الوحدات أيضًا أعضاء في منظمة Stahlhelm المخضرمة ( Stahlhelm، Bund der Frontsoldaten ). نفذت القوة أو نظمت العديد من الهجمات العنيفة ضد المعارضين النازيين  وقامت بتجهيز معسكرات الاعتقال المبكرة في كولومبيا وداخاو.  نشأت SS-Totenkopfverbände من هذا التكوين.  تم حل القوة في أغسطس 1933 بسبب الاحتجاجات الدولية التي انتهكت أحكام نزع السلاح من معاهدة فرساي وانعدام ثقة أدولف هتلر المتزايد في كتيبة العاصفة.  

## هيبو خلال الحرب العالمية الثانية

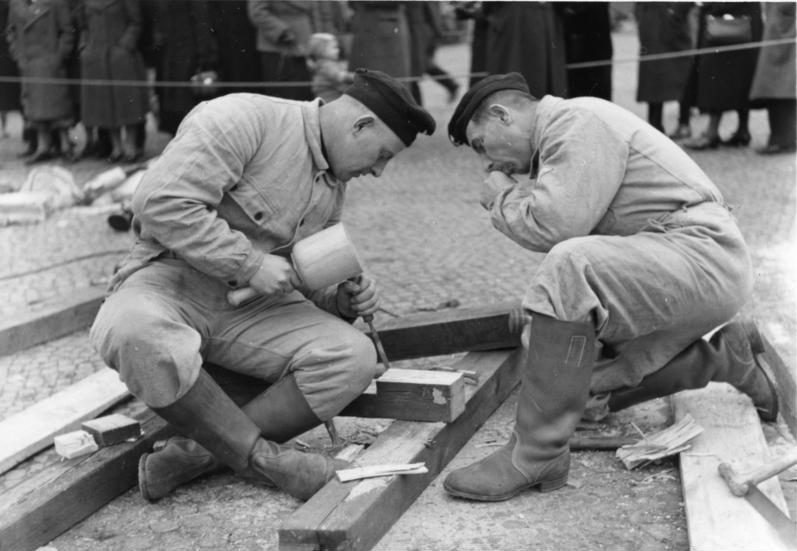
أعضاء TeNo خلال مظاهرة للشعب في عام 1939.

### تكنيكال هيبو
- كانت شرطة حماية الغارات الجوية ( Luftschutzpolizei ) هي دائرة الحماية المدنية المسؤولة عن الدفاع عن الغارات الجوية وإنقاذ ضحايا التفجيرات فيما يتعلق بـ Technische Nothilfe (إدارة الطوارئ التقنية) و Feuerschutzpolizei (إدارات الإطفاء المهنية). تم إنشاؤه كخدمة الأمن والمساعدة ( Sicherheits und Hilfsdienst ) في عام 1935، وتمت إعادة تسميتها باسم Luftschutzpolizei في أبريل 1942. تم دعم شبكة الغارات الجوية من قبل Reichsluftschutzbund (Reich Association for Air Raid Proaccutions ) وهي منظمة خاضعة لسيطرة وزارة الطيران عام 1935. هيرمان جورينج. أنشأ RLB منظمة من حراس الغارات الجوية الذين كانوا مسؤولين عن سلامة مبنى أو مجموعة من المنازل.
- فيلق الطوارئ الفني ( Technische Nothilfe ؛ TeNo) كان فيلق المهندسين والفنيين والمتخصصين في أعمال البناء. تم إنشاء TeNo في عام 1919 للحفاظ على المرافق العامة والصناعات الأساسية تعمل خلال موجة الإضرابات. من عام 1937، أصبح TeNo سلاحًا تقنيًا مساعدًا للشرطة وتم ضمه في Orpo Hauptamt. بحلول عام 1943، كان لدى TeNo أكثر من 100000 عضو.
- Feuerwehren، إدارات مكافحة الحرائق للمتطوعين، وإدارات مكافحة الحرائق المجنحة، وإدارات مكافحة الحرائق الصناعية تابعة لأوردنونغسبوليزي.